# Stanhopea ruckeri
Stanhopea ruckeri är en orkidéart som beskrevs av John Lindley. Stanhopea ruckeri ingår i släktet Stanhopea och familjen orkidéer. Inga underarter finns listade i Catalogue of Life.

## Bildgalleri

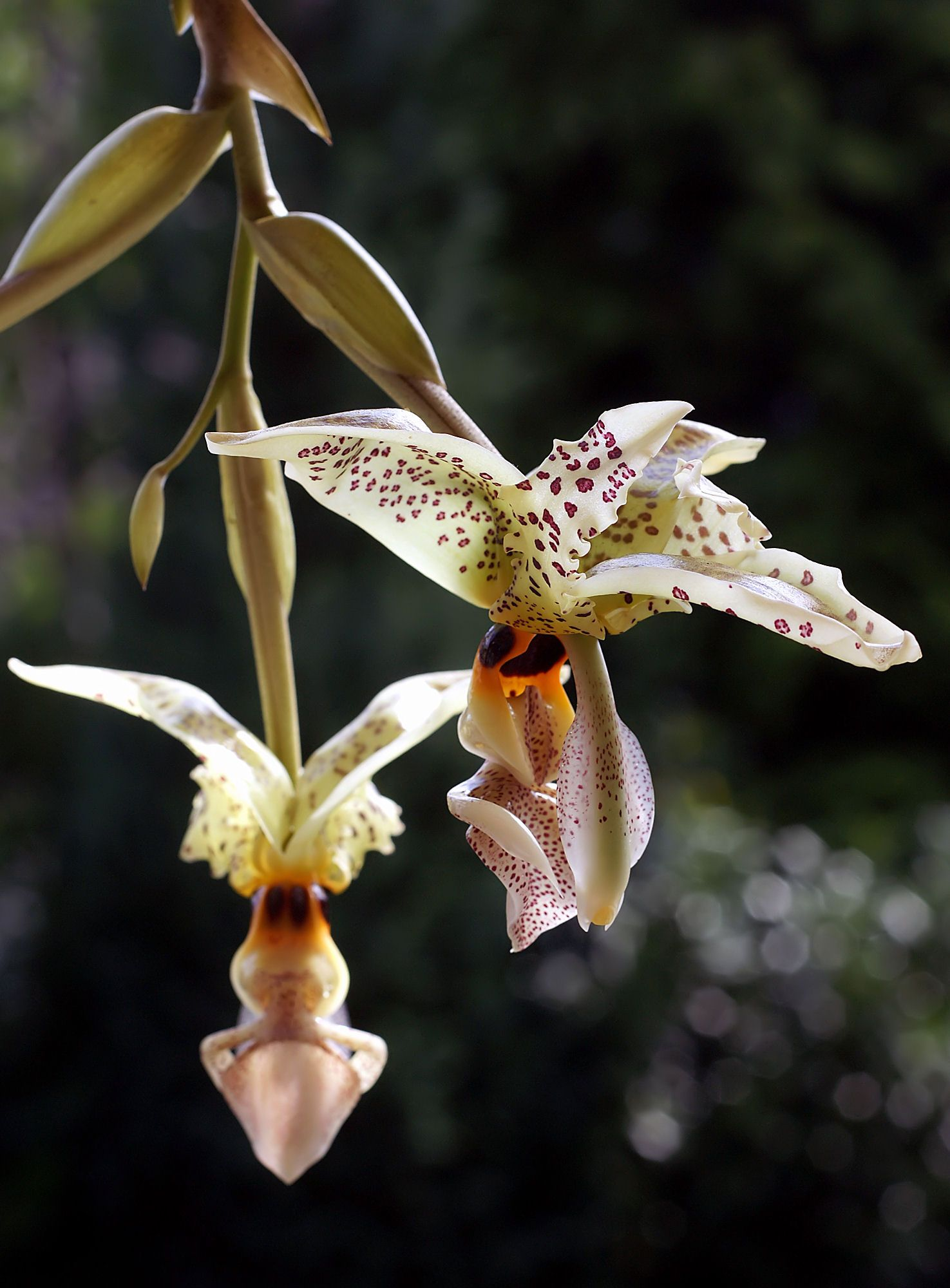
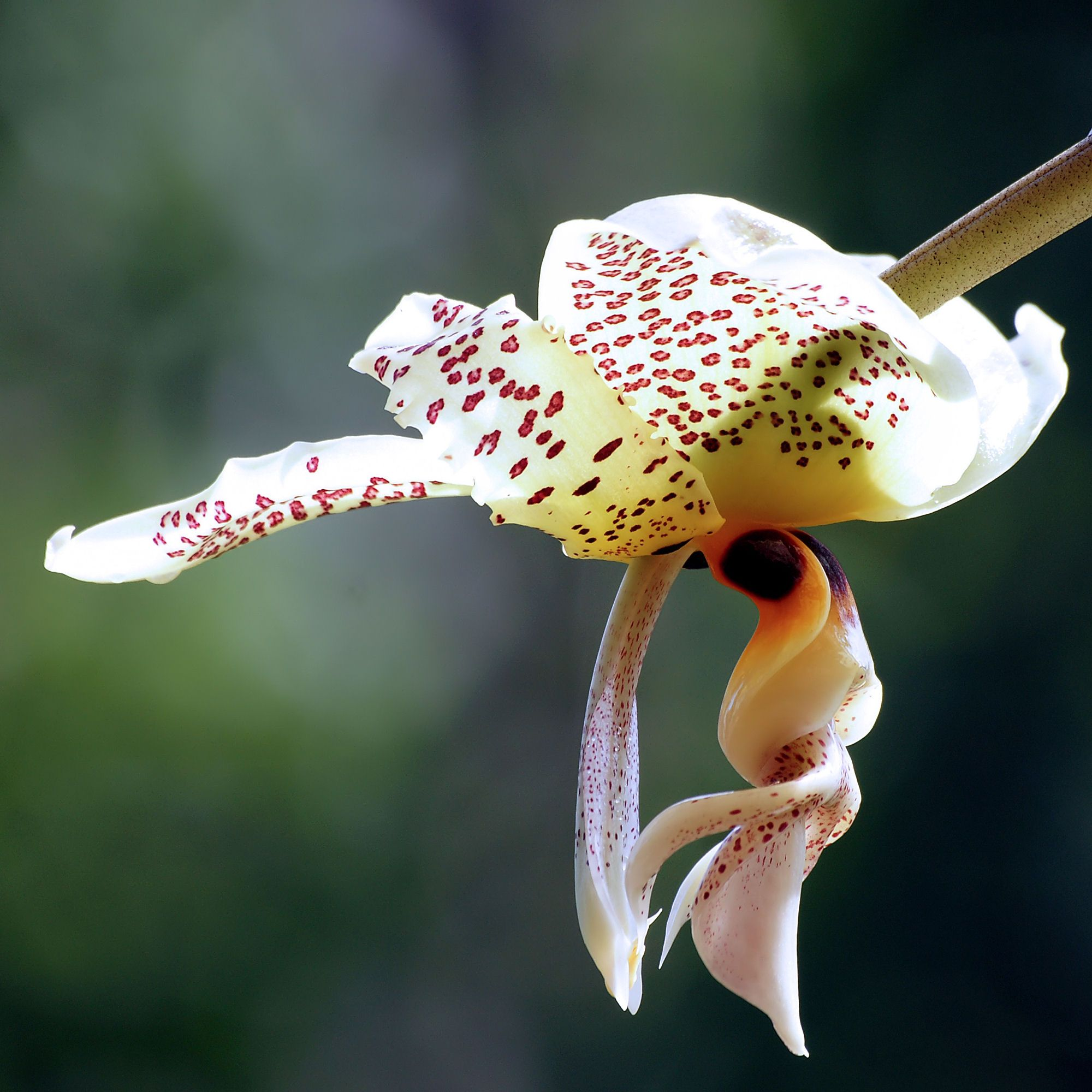
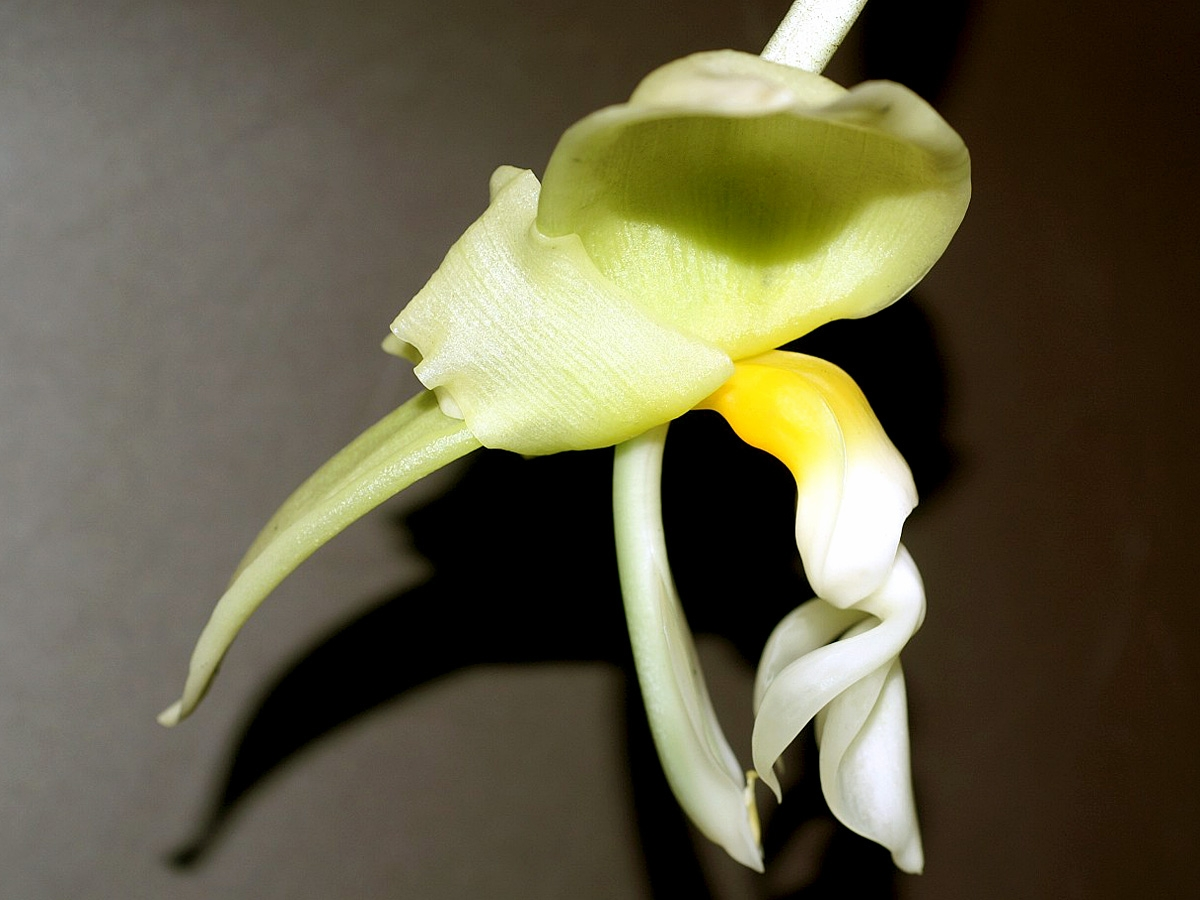
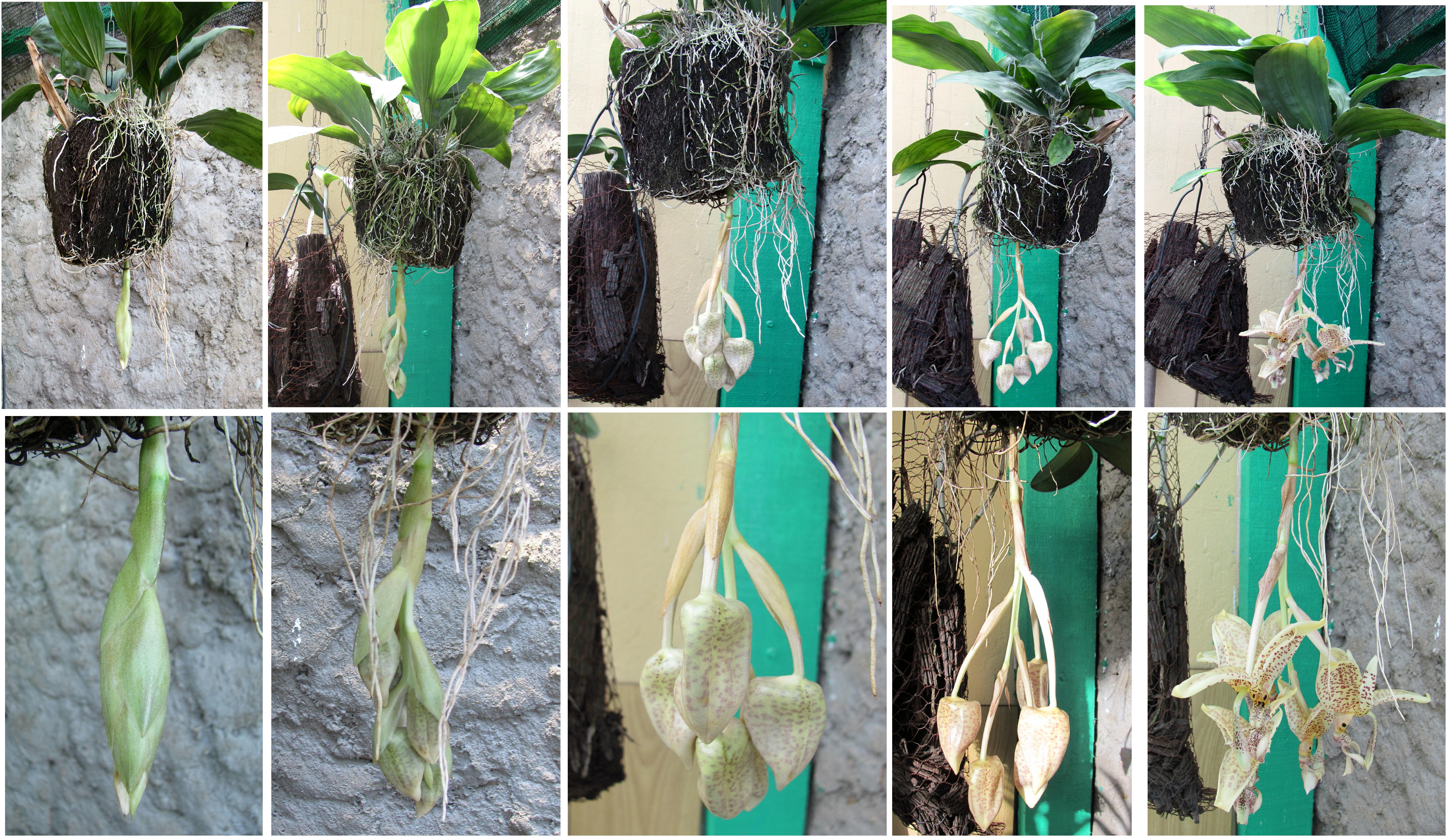
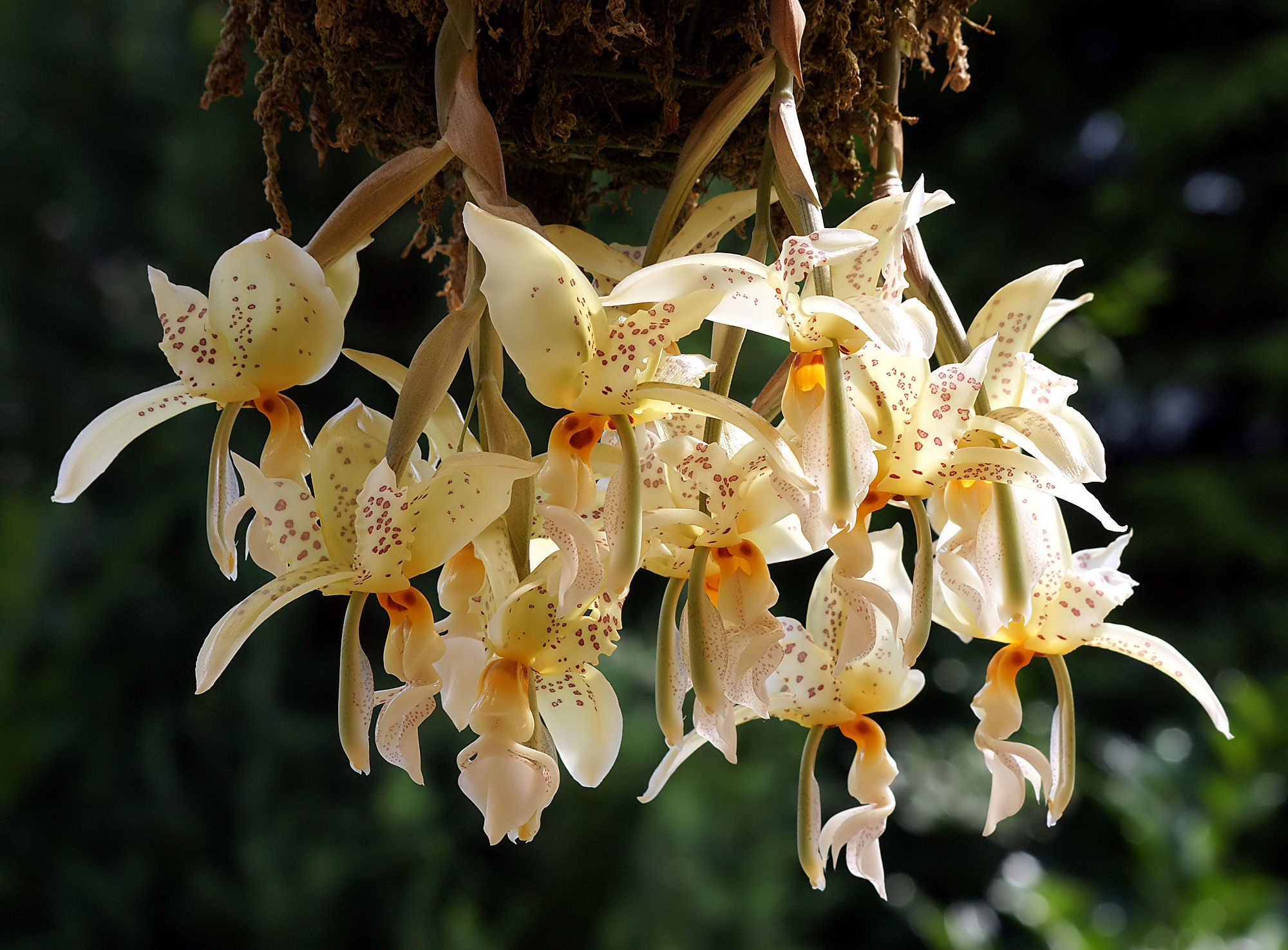
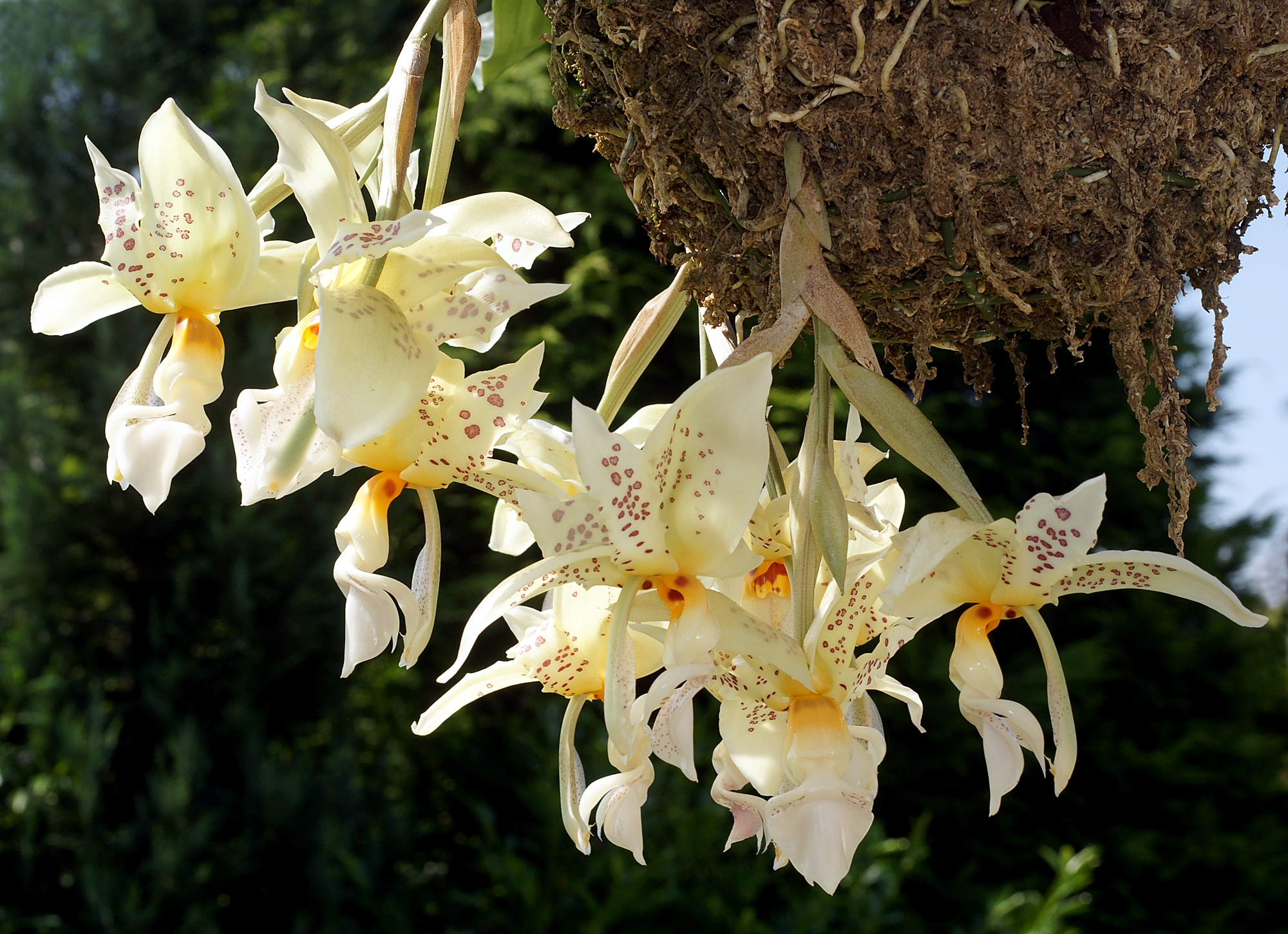